# Domamir
Domamir, Domiemir – staropolskie imię męskie, złożone z członów Doma- („dom”; psł. *domъ oznacza „pomieszczenie, gdzie człowiek żyje ze swoją rodziną”; „wszystko, co jest w domu, rodzina, mienie, majątek”, „ród, pokolenie”, „strony rodzinne, kraj ojczysty”) i -mir („pokój, spokój, dobro”). Wyrażało ono życzenie, ażeby nim obdarzony zapewniał swojemu domowi pokój i zgodę. 
Istnieje czeski, pomorski, ruski i serbsko-chorwacki odpowiednik tego imienia.
Domamir imieniny obchodzi 21 czerwca.